# Milița Petrașcu
Milița Petrașcu  (uneori cunoscută și drept Milița Pătrașcu sau sub ortografia Militza Pătrașcu) (n. 31 decembrie 1892, Chișinău, Imperiul Rus – d. 25 ianuarie 1976, București, România) a fost o artistă plastică, sculptoriță și portretistă română, participantă la mișcarea artistică de avangardă românească, din perioada interbelică, mai ales la gruparea mai moderată din jurul revistei "Contimporanul", maestră în arta portretului, considerată cea mai înzestrată femeie-sculptor a României în secolul al XX-lea.

## Biografie
Milița Petrașcu s-a născut la 31 decembrie 1892 în Chișinău, numele la naștere fiind Melania Nicolaevici. A copilărit la Nisporeni, unde a încercat pentru prima dată să modeleze figuri din lut. Studiile liceale le-a făcut la Chișinău, după care s-a înscris la Școala de Arte Plastice "Stroganov" din Moscova, unde studiază sculptura în anii 1907-1908 în atelierul profesorilor Konionkov și Dziubanov. În 1909 studiază literele și filosofia la Institutul "Bestujev" din Sankt Petersburg. În 1910 pleacă la München, unde lucrează în Academia de pictură sub îndrumarea maeștrilor avangardei, Wassily Kandinsky și Alexei von Jawlensky și ia contact cu echipa de creație a revistei germane "Jugend". Din Germania pleacă la Paris, unde lucrează în atelierele lui Henri Matisse și Antoine Bourdelle (1910-1914).
În 1919 participă la Salonul Independenților cu un bust. Face cunoștință cu Constantin Brâncuși, care îi devine ghid în lumea sculpturii moderne. Amprenta personalității artistice a Miliței Petrașcu poartă urme ușor sesizabile ale măestriei lui Brâncuși, reprezentând pentru ea un câmp magnetic în care a gravitat toată viața.
În 1925 se căsătorește cu Emil Petrașcu și se stabilește la București. Se încadrează în mișcarea de avangardă a grupărilor "Contimporanul", "Grupul nostru", "Criterion", și tot în 1925 participă la expoziția internațională organizată la București de revista "Contimporanul". În cadrul Salonului Oficial expune compoziția "Joc de pisici", care este premiată. În 1927 realizează mozaicul fântânii Miorița din București. La cea de a doua expoziție a "Contimporanului" din 1930 în Sala "Ileana" expune alături de alți artiști de valoare: Marcel Iancu, Irina Codreanu. În acest an participă la expoziția de Artă românească din Amsterdam.
În 1932 face parte din grupul de inițiativă care organizează în Sala "Ileana" expoziția "Arta Nouă". În cadrul Salonului Oficial din același an prezintă portretul actriței Marioara Voiculescu, iar în căutarea unor noi posibilități de exprimare artistică se duce în Iugoslavia unde studiază opera sculptorului Ivan Mestrovic. În anul 1933 participă la Expoziția mondială de artă futuristă de la Roma și la treia expoziție a "Contimporanului" în Sala "Mozart". În anii următori expune în Germania, Italia, Austria, Anglia și Franța. Expune și în diverse saloane basarabene, realizând în 1938 bustul lui Zamfir Arbore, care a fost expus la Chișinău, dar care după 1940 a dispărut.

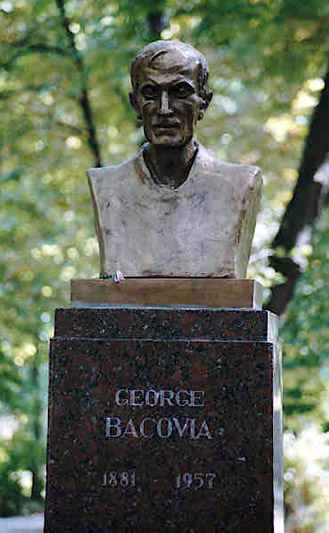
Milița Petrașcu: Bustul lui George Bacovia - Aleea Clasicilor din Grădina Publică "Ștefan cel Mare", Chișinău

Sculptura Miliței Petrașcu reprezintă, în primul rând, un act de rezistență în fața distrucției imaginii. Demersul său păstrează ambițiile instantaneului și rigorile compoziției clasice, întâlnite deopotrivă în arta începutului de secol. Acest lucru o va ajuta, în lunga perioadă în care lucrează cu Brâncuși, să se apere te tentația imitării marelui maestru și să nu încerce gestul simplu al abstracției. Milița Petrașcu dovedește inteligența formației și măsura dictată de temperamentul său, preluând din lecția lui Brâncuși abia sesizabilele deviații formale, care dau prospețime lucrărilor sale.
Portretele reprezintă un capitol vast în opera Miliței Petrașcu, mai ales după epuizarea fazei avangardiste în jurul anului 1930. Într-un mediu artistic în care sculptorii de talent nu lipseau, ea se impune și devine o portretistă foarte solicitată. Cu prilejul expoziției din 1934 organizată împreună cu Marcel Iancu, criticul de artă Petru Comarnescu scria: "Însușirea principală a Miliței Petrașcu rămâne calitatea de temelie a sculpturii însăși: cultul formei pline, legată de spațiu și lumină". Artista nu caută în chipul celui portretizat o dominanță expresivă, ci reconstituie, în ansamblul detaliilor, atributele unei personalități. Portretul actriței Elvira Godeanu, goală până la brâu, este naturalist și discret hieratic în același timp, preluând îndrăzneț și neconvențional tipologia clasică a bustului fără brațe. Portretul în marmoră al unei alte actrițe cunoscute, Agepsina Macri, soția lui Victor Eftimiu, expus la Salonul Oficial din 1934, încalcă de asemenea uzanțele timpului, în care nu era permis ca portretul unei persoane clar individualizate, bine cunoscute în lumea bucureșteană, fie ea și actriță, să fie reprezentată cu sânii goi. Nimic frivol însă în această remarcabilă sculptură, monumentalitatea și statismul acestui portret trimit la antichitatea clasică, în numele căreia nuditatea putea fi acceptată. 
De la figuri generice, care suportă trimiteri vag simbolice cum e "Steaua nordului" sau de la posibilul autoportret cu titlul "Mască" și până la portretele din anii de maturitate unde particularizarea fizionomică și caracteriologică și conținutul emoțional devin prioritare, Milița Petrașcu a testat neobosită multiplele posibilități ale unui gen artistic deosebit de dificil.
Ca pictoriță, a realizat portrete pentru Ion Vinea, Mihail Jora și Liviu Rebreanu.
Ca sculptoriță, a fost elevă a lui Constantin Brâncuși, în al cărui atelier din Paris a început să lucreze în 1919.
Monumentul Eroilor Regimentului 13 Artilerie, din Constanța este o creație a artistei Milița Pătrașcu, din 1925. Este format dintr-o coloană înaltă de trei metri susținută de un soclu hexagonal de 75 cm, în capătul căreia, pe un glob metalic stilizat, se află un vultur de bronz cu aripile desfăcute. Se găsește pe bulevardul Tomis. O copie a monumentului se află la Muzeul de Artă din Constanța.
În anul 1936, Militza Petrașcu a ridicat la Târgu Jiu un monument în onoarea Ecaterinei Teodoroiu. Monumentul, realizat din travertin italian, cu dimensiunile 2,90 x 1,60 m și înălțimea 2,10 m, este denumit  Mausoleul Ecaterina Teodoroiu și are forma unui sarcofag de piatră albă, pe un postament cu trei trepte, pe care este amplasat un basorelief ce prezintă scene din viața și activitatea militară a EROINEI DE LA JII - SUBLOCOTENENTUL ECATERINA TEODOROIU.  Basoreliefurile de pe fețele laterale ale sarcofagului, sunt organizate astfel: pe fața dinspre miazăzi, apare un tablou prezentând copilăria, în cadrul vieții din satul ei natal; pe latura opusă, apare eroina, în medalion, salutată de cercetașii din care a făcut parte, ca elevă de curs secundar; celelalte două fețe ne-o înfățișează în război, pornind la atac cu plutonul și momentul final, când este dusă la locul de odihnă de mâini pioase de soldați. În cele patru colțuri, veghează patru femei în costum național, ținând în mâini câte o cunună de lauri.
Fântâna Miorița, din București, inaugurată în 1936, are părțile laterale decorate cu un mozaic în alb-negru, realizat de Milița Pătrașcu, cu scene din balada Miorița.
Bustul lui Alexandru Odobescu, amplasat în Rotonda scriitorilor din Parcul Cișmigiu din București, inaugurat în 1943.
Militza Pătrașcu a realizat și bustul de bronz de pe mormântul marii actrițe Maria Filotti, de la cimitirul Bellu din București, bust care fost furat de autori necunoscuți. 
Tot de mâna ei a fost plămădit bustul lui Constantin I. Nottara.
Sculpturi ale sale sunt expuse și la Muzeul Zambaccian din București, la Muzeul de Artă din Tulcea 
La Muzeul Literaturii Române din București, Milița Pătrașcu este prezentă cu trei busturi: Octavian Goga, Mihail Sadoveanu și Tudor Vianu.

Bustul lui Brâncuși în parcul din Piața Dorobanți

În data de 25 aprilie 2001, în Piața Dorobanți din București s-a inaugurat parcul Constantin Brâncuși. Pe locul unde altădată se afla statuia Statuia Lupoaicei din București, a fost amplasat un bust al lui Brâncuși, realizat de Milița Pătrașcu. Lucrarea de artă plastică (bronz) “Portret Constantin Barncusi” de Milița Pătrașcu este o donație a Fundației Franco-Române International către municipiul București.
Printr-o hotărâre din 2002, Ministerul Culturii și Cultelor a alocat fonduri pentru realizarea unei copii a bustului Chip de fată de Militza Pătrașcu, spre a fi donată domnului Gilbert Money Câmpeanu, deținătorul arhivei originale Nicolae Titulescu.

## Urmărirea de către Securitate
Milița Petrașcu și soțul ei, Emil Petrașcu (1890 - 1967), fost profesor la Academia Militară, au fost urmăriți de Securitate. Emil Petrașcu, doctor în științe radiofonice, a avut "convorbiri suspecte din 1942 cu diferite elemente din Turcia. Tot în acel an a vizitat Legația Turciei". Aceste indicii sumare au fost suficiente pentru ca Direcția a V-a a Securității să-i deschidă, la 7 aprilie 1956, "Dosar de verificare individual", fiind suspectat de spionaj în favoarea statului turc.
În alt document al Securității, apărea o caracterizare pe măsura ostilității față de regimul comunist: "Petrașcu Milița, sculptoriță. n. 1892. În discuțiile purtate cu elementele care au format grupul ei de prieteni se dovedește a fi o dușmancă înrăită a regimului democrat-popular, a Partidului și a Uniunii Sovietice. Aproape în fiecare zi, la fiecare discuție pe care a purtat-o cu cineva în casa ei nu uita să calomnieze regimul nostru și să aducă cele mai murdare injurii partidului, conducătorilor săi și conducătorilor Uniunii Sovietice. Împreună cu soțul său și cu alte persoane ascultă regulat, în fiecare zi de mai multe ori, posturi de radio imperialiste, iar calomniile înregistrate le răspândea imediat multiplelor sale cunoștințe, născocite probabil de ea toate acestea având drept scop întreținerea speranței în ziua eliberării care o așteaptă să vină din Occident(...)".
Iată alt fragment dintr-un document al Securității: "Petrașcu Milița, împreună cu soțul ei, au fost suspectați de spionaj. În procesul verificării nu s-a stabilit însă acest aspect. A reieșit însă că întrețin legături suspecte cu unele elemente în anturajul cărora duc discuții dușmănoase. Pentru stabilirea activității dușmănoase s-a folosit agentul «Ionescu" și T.O. În urma documentării activității dușmănoase, conform ordinului tov. Ministru Alexandru Drăghici la 17.IV.1959 a avut loc demascarea publică în aula Facultății de Drept din București. După demascare au continuat cu aceleași calomnii dușmănoase la adresa regimului din țara noastră și URSS."

## Distincții
- Ordinul „Meritul Cultural” în gradul de Cavaler cl. II, pentru teatru (23 septembrie 1942)[24]
- Ordinul Muncii clasa a II-a (7 martie 1956) „cu prilejul zilei de 8 Martie, Ziua Internațională a Femeii și pentru merite deosebite în muncă”[25] – retras la 3 iunie 1959 de către Prezidiul Marii Adunări Naționale a Republicii Populare Romîne „ca urmare a săvîrșirii unor fapte grave”[26]
- Ordinul „Meritul Cultural” clasa a II-a (1968) „pentru activitate deosebită în domeniul artelor plastice”[27]